# Teresa Alcocer i López
Teresa Alcocer i Lopez (Barcelona, 1921 - Granollers, 1999) és una editora i muntadora de cinema catalana.
El 1939 començà a treballar en el cinema com a ajudant d'edició amb Joan Pallejà i Mañanet. El seu primer llargmetratge com a ajudant d'editor fou El hombre que las enamora de Josep Maria Castellví i Marimón (1944) i com a muntadora en cap a Muchachas de Bagdad (1953). Treballà en les pel·lícules fetes als estudis barcelonins, encara que en la dècada del 1960 va alternar les coproduccions dels Estudis Balcázar (generalment spaghetti western) amb les produccions dels joves directors de la futura Escola de Barcelona (Pere Portabella, Jaime Camino, Ramon Masats), sovint de manera clandestina.
Als IV Premis de Cinematografia de la Generalitat de Catalunya va rebre el premi al millor tècnic per la seva
intervenció en pel·lícules catalanes per la seva tasca a Karnabal i Un parell d'ous.

## Filmografia (parcial)
- El fugitivo de Amberes (1954)
- Sin la sonrisa de Dios (1955)
- Gli italiani sono matti (1958)
- Las de Caín (1959)
- La bella Lola (1962)
- Los felices 60 (1963)
- Los pistoleros de Arizona (1964)
- Oklahoma John (1965)
- Superargo contro Diabolikus (1966)[5]
- The Texican (1966)[6]
- Sicario 77, vivo o morto (1966)
- España, otra vez (1968)
- Les llargues vacances del 36 (1975)
- La vieja memoria (1978)
- Un geni amb l'aigua al coll (1983)
- Karnabal (1985)
- Un parell d'ous (1984)
- La ràdio folla (1986)
- Adela (1986)
- Dragon Rapide (1986)
- Deadly Deception (1991)
- El llarg hivern (1992)